# Mineralquellen-Route
Die Mineralquellen-Route ist ein Radwanderweg, der als Verbindungsstück den Ahr-Radweg mit dem Maare-Mosel-Radweg und damit dem Liesertal verbindet. Vor Niederehe zweigt er aus dem Ahrtal kommend vom Kalkeifel-Radweg ab und führt hügelig nach Daun in der Vulkaneifel. Mit nur mäßiger Steigung überwindet er die Wasserscheide zwischen Rhein mit der Ahr als Nebenfluss und der Mosel, in welche die Lieser fließt. Die Radroute ist auch von Freizeitradlern gut zu bewältigen. Die Strecke ist in beiden Richtungen einheitlich mit dem Radweg-Logo gekennzeichnet. Für Inlineskater ist die Strecke nicht geeignet, da sie nur abschnittsweise asphaltiert ist.

## Streckenverlauf Niederehe – Daun
Vom Ahrtal auf 320 m bis zur Wasserscheide zwischen Rhein und Mosel auf 583 m, die hinter dem Ort Dockweiler überschnitten wird, sind ca. 260 Höhenmeter bei mäßiger Steigung zu bewältigen. Der Abzweig vom Kalkeifel-Radweg auf den Mineralquellen-Route liegt auf ca. 420 m Höhe. Die Route wird auf autofreien Rad- und Wirtschaftswegen und teilweise auf unbefestigten Waldwegen geführt.
Nach dem Abzweig von Kalkeifel-Radweg führt die Strecke weiter entlang des Ahbaches über Oberehe-Stroheich mit der Burg Oberehe und Dreis-Brück, wo der Ahbach verlassen wird nach Dockweiler. Auf der Teilstrecke passiert der Weg die Vulkania-Quelle und umkurvt das Trockenmaar Dreiser Weiher. Nach dem Überschreiten der Wasserscheide zwischen Rhein und Mosel geht die Strecke dann stetig abwärts über Rengen bis Daun. In Daun findet die Route Anschluss an den Maare-Mosel-Radweg, der von hier über eine stillgelegte Bahntrasse weiter zur Mosel führt, den Kosmos-Radweg Kleine Kyll und den internationalen Eifel-Ardennen-Radweg.

## Landschaft und Kultur
Die Route startet in der Kalkeifel und führt vorbei an Dreis-Brück, dem Zentrum der Mineralquellen, in die Stadt Daun in der Vulkaneifel. Die Kalkeifel ist Teilgebiet der Nordeifel und liegt zwischen Ahr und Mosel. Im Osten wird sie durch die Hocheifel und im Westen durch das Hohe Venn begrenzt. Im Windschatten der Rureifel, des Hohen Venns und der Hocheifel ist die Kalkeifel eine warme und trockene Landschaft, in der man Pflanzen finden, die sonst in eher in südlichen Breiten vorkommen. Während die Landschaft um Daun durch den vulkanischen Charakter geprägt wird. 2,5 km bis 3,5 km südöstlich vom Dauner Stadtkern befinden sich die sogenannten Dauner Maare, drei unmittelbar aneinandergrenzende Maare, die nur durch ihre Tuffwälle getrennt sind; das Gemündener Maar, das Weinfelder Maar und das Schalkenmehrener Maar.
Die Kreis- und Kurstadt, die über Mineralquellen verfügt, wird von der Burg Daun überragt und beherbergt außerdem das Eifel-Vulkanmuseum.

Bilder am Weg
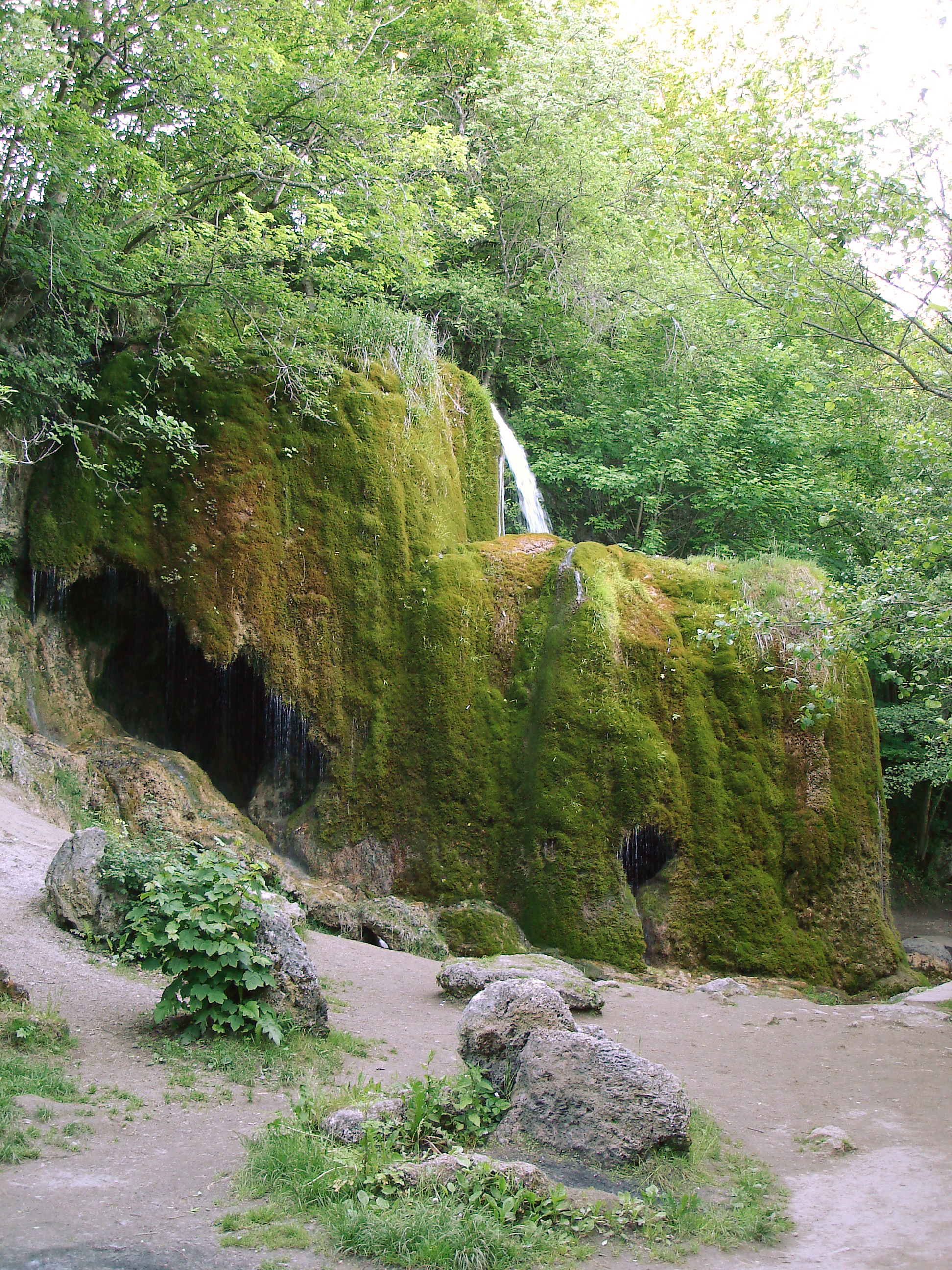
Dreimühlenwasserfall bei Üxheim
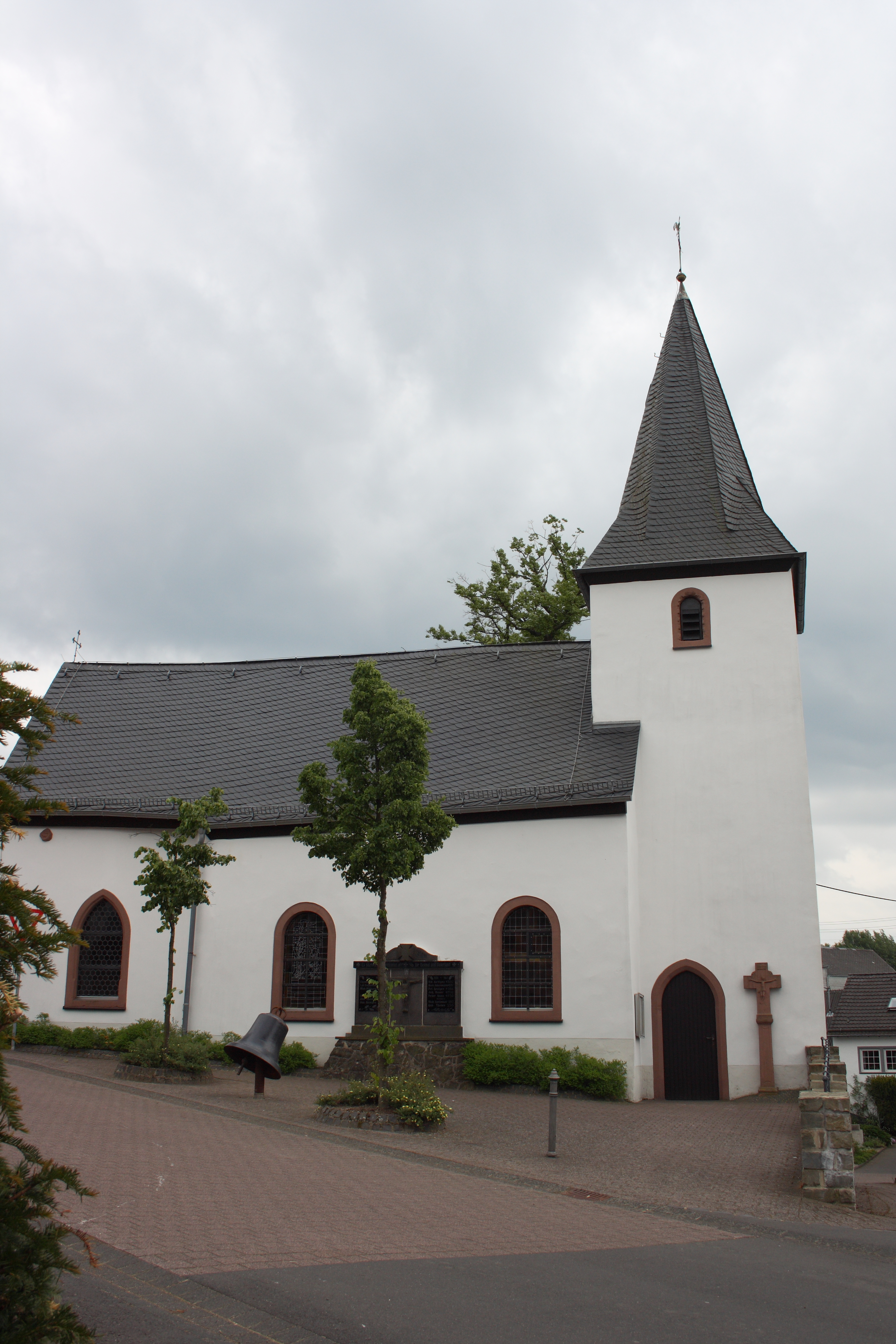
Katholische Filialkirche St. Agatha in Stroheich
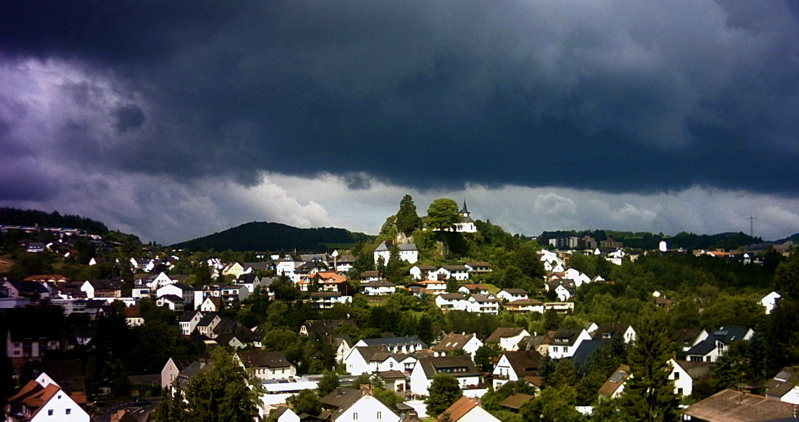
Stadt Daun mit Burgberg
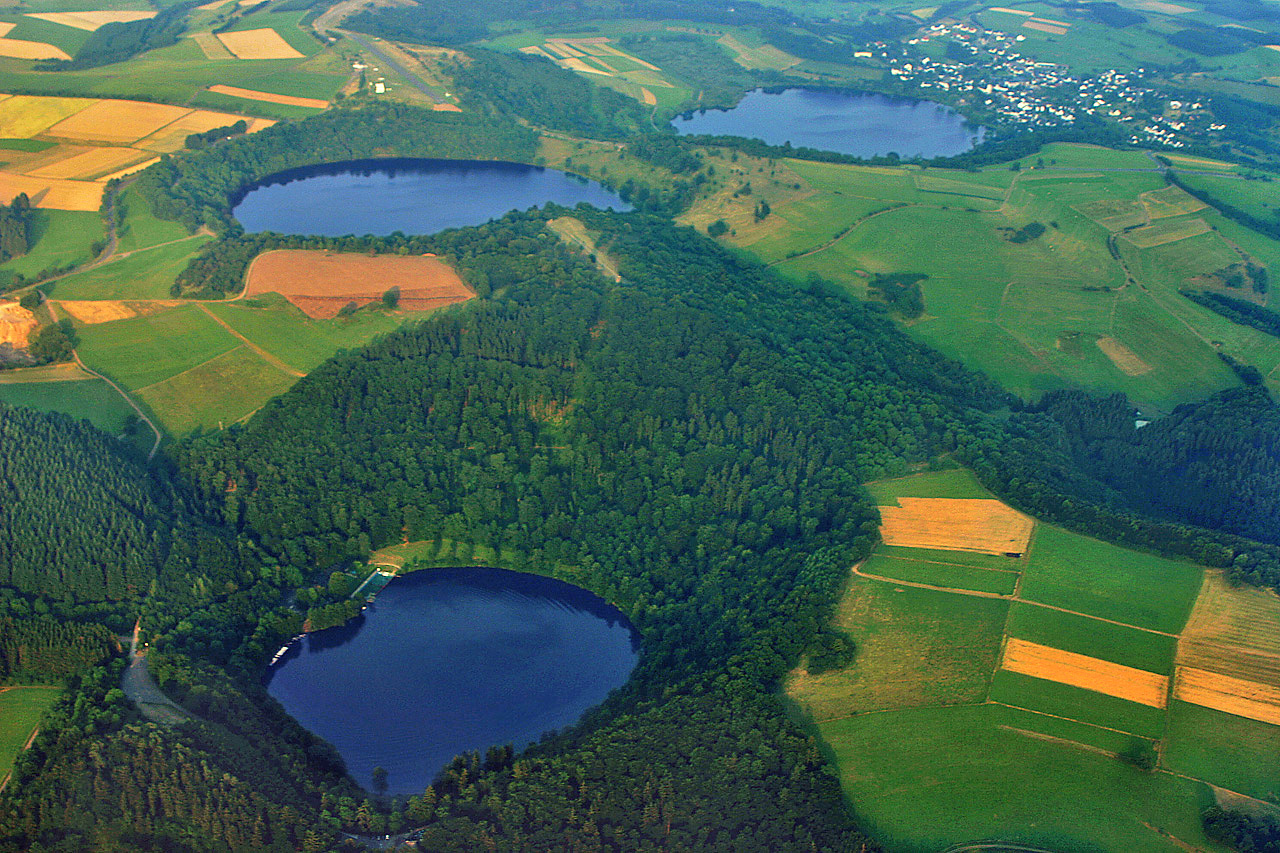
Gemündener-, Weinfelder-, Schalkenmehrener Maar

## Bahn- und Busanbindung
Auf der Strecke Kaisersesch – Daun – Gerolstein der ehemaligen Eifelquerbahn verkehren seit 2000 Schienenbusse und aufgearbeitete Personenzüge der Vulkan-Eifel-Bahn (VEB). Der Betrieb mit Schienenbussen ist seit 2012 zwischen Kaisersesch und Gerolstein eingestellt.
Die Buslinie "Regioradler Vulkaneifel" RegioLine 500 verkehrt zwischen Cochem an der Mosel und Gerolstein in der Vulkaneifel und bindet unterwegs auch Ulmen und Daun an. Während die Line RegioLinie 300 als Radlerbus zwischen Bernkastel, Wittlich und Daun, die Strecke entlang des Maare-Mosel-Radweges, bedient. Diese Busse verkehren täglich vom 1. April bis 1. November und haben Platz für 22 Fahrräder.

## Anschlussradwege
Kalkeifel-Radweg und Kosmosradweg sowie die Mineralquellen-Route sind wichtige Längs- und Querverbindungen sowie Ergänzungen für den Kyll-Radweg, den Maare-Mosel-Radweg und den Ahr-Radweg. So führt der Kalkeifel-Radweg vom Kyll-Radweg nach Norden zum Ahr-Radweg. Während die Mineralquellen-Route den Ahr-Radweg mit dem Maare-Mosel-Radweg und dem Eifel-Ardennen-Radweg verbindet. Über Daun hinaus verlängert der Kosmosradweg als Anschluss an den Maare-Mosel-Radweg und den Eifel-Ardennen-Radweg das Radwegenetz der Region.
Siehe auch:
- Liste der Radfernwege in Deutschland
- Liste der Radwege in Rheinland-Pfalz